# Allianz Arena
Allianz Arena is een voetbalstadion in het noorden van München (Duitsland). Het stadion is geopend in 2005 met wedstrijden van de club FC Bayern München.
Naamsponsor Allianz AG betaalde € 90 miljoen van de € 340 miljoen totale kosten, met oorspronkelijk naamgarantie tot 2028, wat op 12 februari 2014 werd verlengd tot 2041. Bij internationale wedstrijden zoals de UEFA Champions League en interlands, mag wegens UEFA reglementen de naam "Alianz Arena" niet worden gevoerd. Dan wordt als alternatief het stadion aangeduid als "FIFA WM  Arena München", Fußball Arena München" of "Arena München".

## Bouw en architectuur
In september 2001 vond in München een referendum plaats, met de vraag of het Olympisch Stadion gerenoveerd moest worden of dat een nieuw stadion gewenst was. Nieuwbouw kreeg twee derde van de stemmen.
Architecten zijn de Zwitserse architecten Herzog & de Meuron. Het stadion heeft een vast dak boven de tribunes. Omdat buitenwand en dak gebold zijn, lijkt het stadion op een reusachtig, witte zwemband. De wanden en het dak zijn kunststof luchtkussens (van ETFE), die een kleine overdruk hebben. Elk apart deel van het membraandak is met de hand gemaakt en verschillend te belichten.
Het stadion heeft 76.000 zitplaatsen. De 10.000 stoelen in de vakken aan de korte zijden zijn opklapbaar, waardoor staanplaatsen ontstaan. Het stadion heeft 104 business-units ("Logen"). De parkeergarage met 11.000 plaatsen is de grootste in Europa.

## Corruptie voor de opening
Sinds maart 2004 beleven justitie en de voetbalwereld een corruptie-schandaal.
Op 9 maart 2004 werden Karl-Heinz Wildmoser senior én junior, gearresteerd. Ze werden verdacht van zakelijke omkoping (dat wil zeggen niet ambtelijk) bij de aanbesteding van het project. Senior werd niet vervolgd, maar trad wel af als voorzitter van TSV München 1860. Zijn zoon werd voor zijn rol in de zaak tot vierenhalf jaar cel veroordeeld.

## Gebruik
De Allianz Arena is het thuisstadion van FC Bayern München en voormalig ook van TSV 1860 München. Wanneer FC Bayern München thuis speelt, is het stadion – van binnen en van buiten – rood verlicht. Voor TSV 1860 München was het stadion blauw verlicht. Daarnaast is een witte kleur beschikbaar, die gebruikt wordt tijdens thuiswedstrijden van het Duitse nationale elftal.
Het stadion werd op 30 mei en 1 juni 2005 geopend met respectievelijk de wedstrijden TSV 1860 München-FC Nürnberg en FC Bayern München-Duits nationaal elftal.
In 2006 werd het stadion gebruikt voor het WK voetbal, onder meer voor de openingswedstrijd.
In 2012 werd de finale van de UEFA Champions League gespeeld in de Allianz Arena. Bijzonder was dat de thuisspelende ploeg in dit geval FC Bayern München was. Het was voor het eerst in de geschiedenis van de UEFA Champions League dat de thuisspelende ploeg in zijn eigen stadion speelde. Het Engelse Chelsea FC won de Champions League finale uiteindelijk na verlenging en strafschoppen.
De eerste Europese wedstrijd die FC Bayern München in dit stadion speelde, was tegen het Belgische Club Brugge in de groepsfase van de Champions League.
In juli 2017 werd het leasingcontract tussen TSV 1860 München en de Allianz Arena met onmiddellijke ingang stopgezet na degradatie naar de amateurliga. FC Bayern München wordt daardoor de enige gebruiker van het stadion.
In 2021 was de Allianz Arena in München een van de 11 stadions waar het Europees kampioenschap voetbal 2020 werd gespeeld. Er werden drie wedstrijden in de groepsfase en één kwartfinale afgewerkt.
Het stadion is ook aangewezen als locatie voor zes wedstrijden bij het Europees kampioenschap voetbal 2024, waaronder de openingswedstrijd.
In 2025 werd dit stadion gebruikt om de UEFA Champions League finale te spelen.

## Afbeeldingen

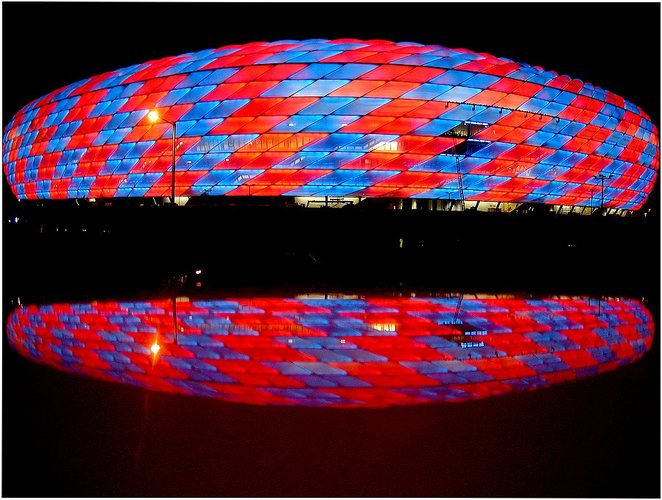
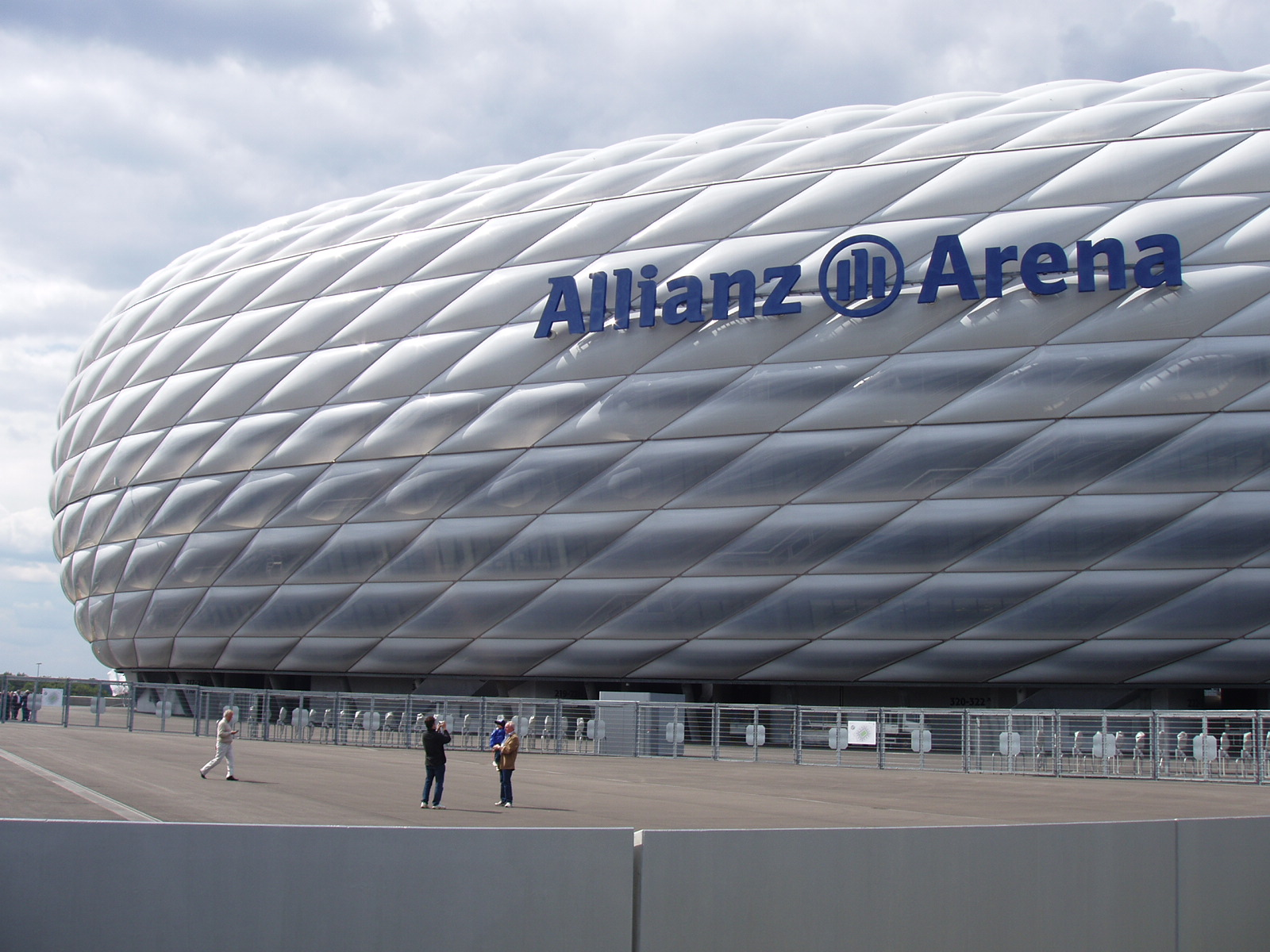
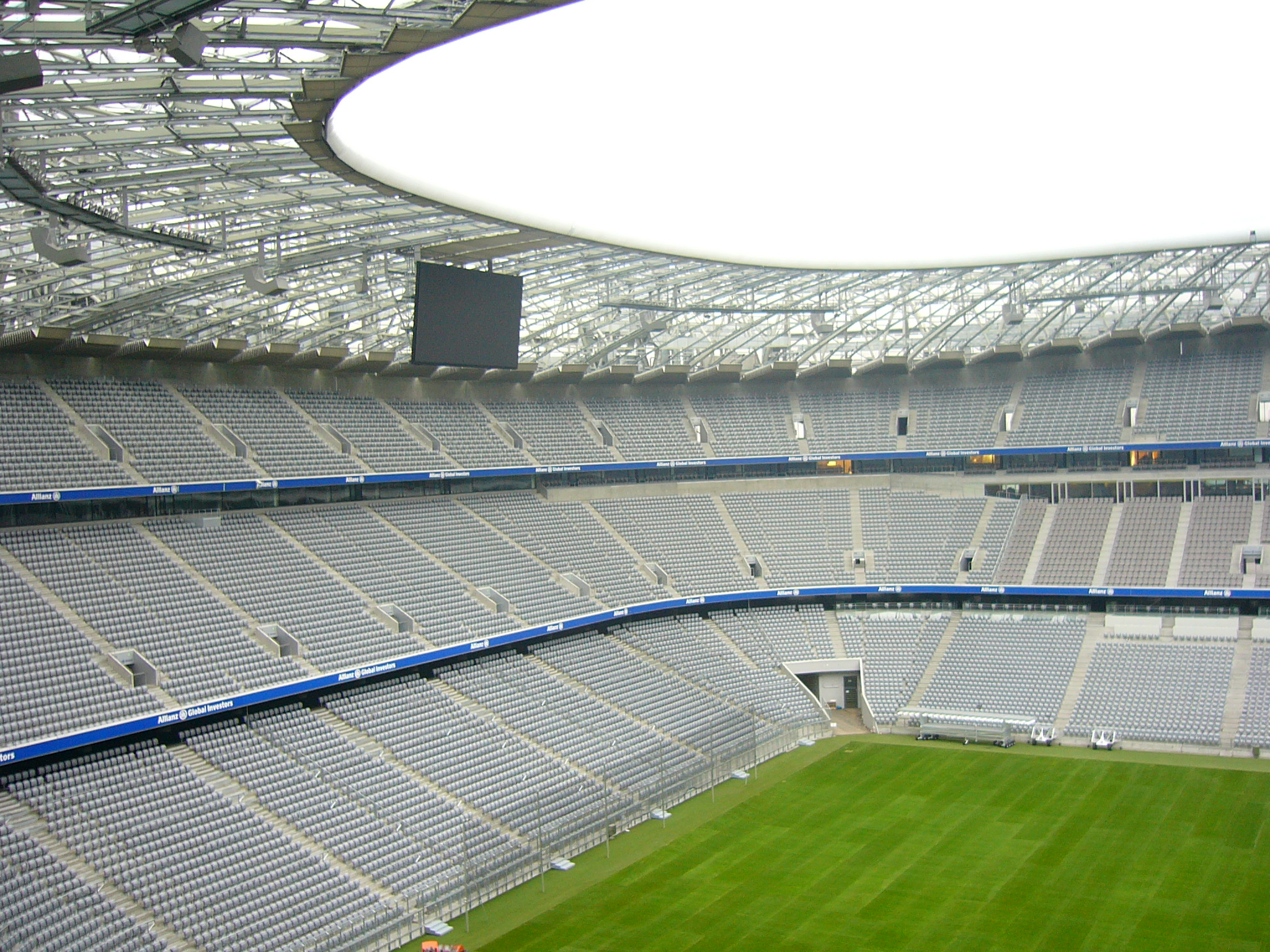
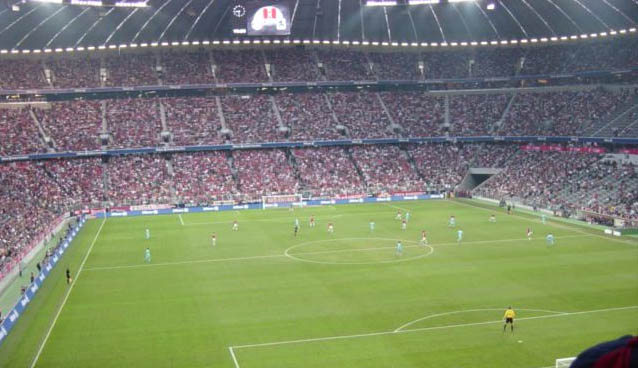

## WK-interlands
| №  | Datum        | Wedstrijd                        | Uitslag | Competitie               | Toeschouwers |
| -- | ------------ | -------------------------------- | ------- | ------------------------ | ------------ |
| 1. | 9 juni 2006  | Duitsland – Costa Rica           | 4 – 2   | WK 2006 – Groepsfase (A) | 69.451       |
| 2. | 14 juni 2006 | Tunesië – Saoedi-Arabië          | 2 – 2   | WK 2006 – Groepsfase (H) | 69.451       |
| 3. | 18 juni 2006 | Brazilië – Australië             | 2 – 0   | WK 2006 – Groepsfase (F) | 69.451       |
| 4. | 21 juni 2006 | Ivoorkust – Servië en Montenegro | 3 – 2   | WK 2006 – Groepsfase (C) | 69.451       |
| 5. | 24 juni 2006 | Duitsland – Zweden               | 2 – 0   | WK 2006 – Achtste finale | 69.451       |
| 6. | 5 juli 2006  | Portugal – Frankrijk             | 0 – 1   | WK 2006 – Halve finale   | 69.451       |

## EK-interlands
| №   | Datum        | Wedstrijd             | Uitslag | Competitie               | Toeschouwers |
| --- | ------------ | --------------------- | ------- | ------------------------ | ------------ |
| 1.  | 15 juni 2021 | Frankrijk – Duitsland | 1 – 0   | EK 2020 – Groepsfase (F) | 12.000       |
| 2.  | 19 juni 2021 | Portugal – Duitsland  | 2 – 4   | EK 2020 – Groepsfase (F) | 12.926       |
| 3.  | 23 juni 2021 | Duitsland – Hongarije | 2 – 2   | EK 2020 – Groepsfase (F) | 12.413       |
| 4.  | 2 juli 2021  | België – Italië       | 1 – 2   | EK 2020 – Kwartfinale    | 12.984       |
| 5.  | 14 juni 2024 | Duitsland – Schotland | 5 – 1   | EK 2024 – Groepsfase (A) | 65.052       |
| 6.  | 17 juni 2024 | Roemenië – Oekraïne   | 3 – 0   | EK 2024 – Groepsfase (E) | 61.591       |
| 7.  | 20 juni 2024 | Slovenië – Servië     | 1 – 1   | EK 2024 – Groepsfase (C) | 63.028       |
| 8.  | 25 juni 2024 | Denemarken – Servië   | 0 – 0   | EK 2024 – Groepsfase (C) | 64.288       |
| 9.  | 2 juli 2024  | Roemenië – Nederland  | 0 – 3   | EK 2024 – Achtste finale | 65.012       |
| 10. | 9 juli 2024  | Spanje – Frankrijk    | 2 – 1   | EK 2024 – Halve finale   | 62.042       |